# جاك هير
جاك هير هو سياسي كندي، ولد في 8 يونيو 1920، وتوفي في 23 مارس 2009. نشط حزبياً في الحزب الكندي التقدمي المحافظ. وقد انتخب عضو مجلس العموم الكندي.